# 延安自然科学院

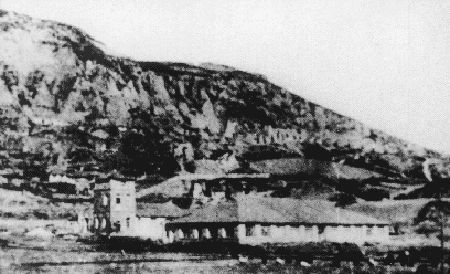
延安自然科学院旧址

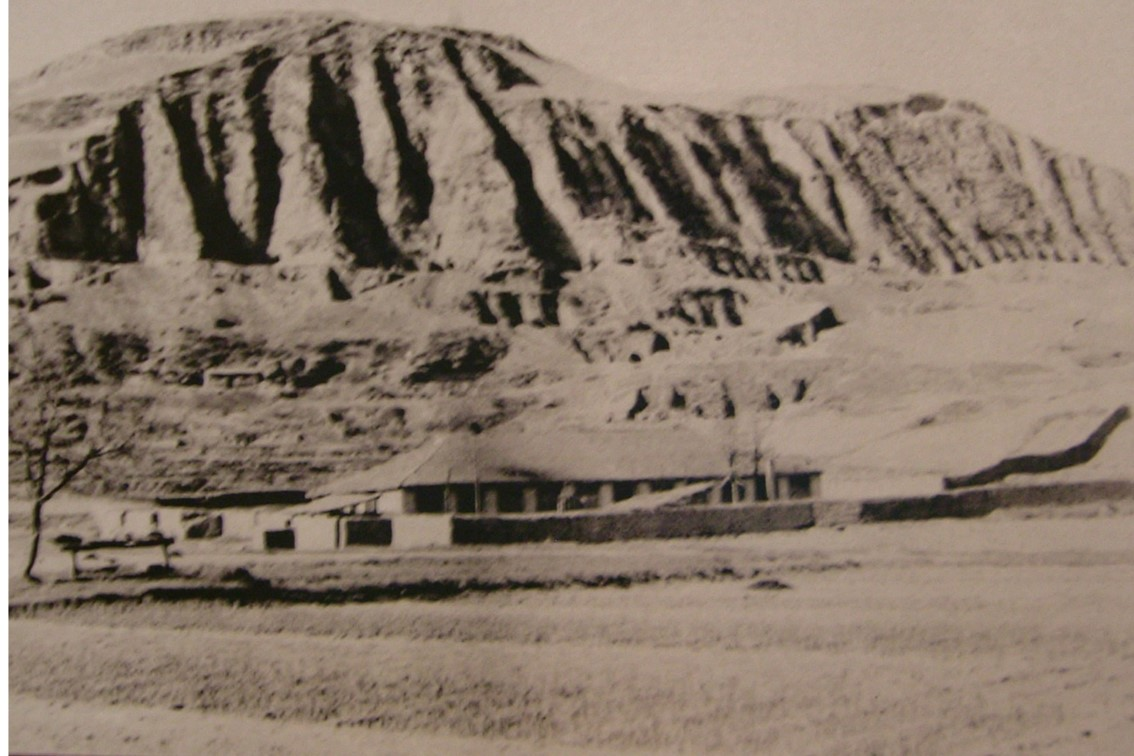
远观延安自然科学院

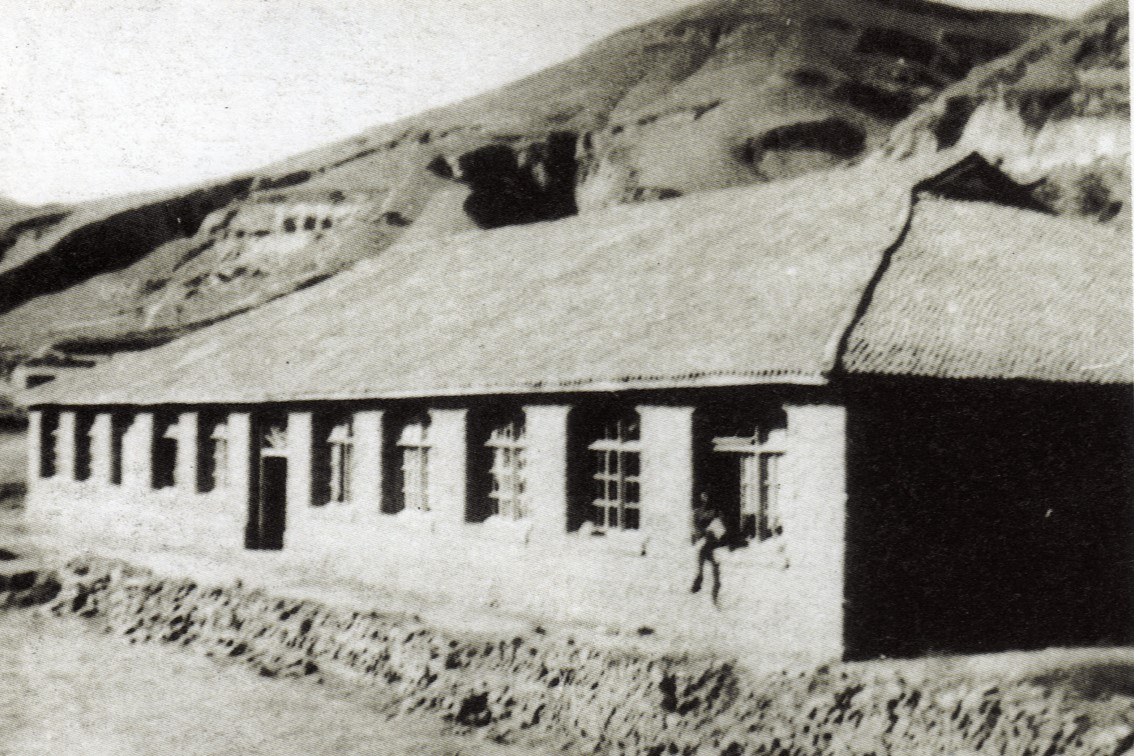
延安自然科学院科技馆

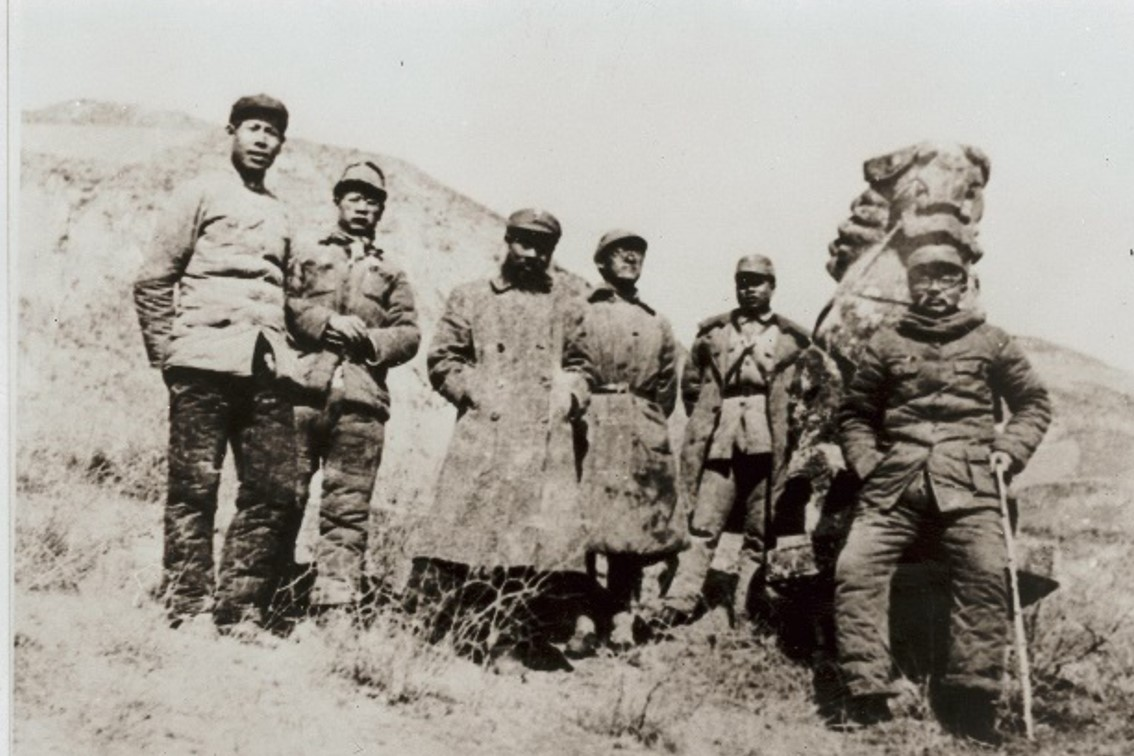
1940初，陕甘宁边区政府林伯渠（左一）、延安自然科学院副院长陈康白（右三）等勘察延安自然科学院校址

延安自然科学院，是中国共产党在延安创建的一所进行科学教育和科学研究的高等院校，校址在延安南门外杜甫川。它在当时是中国共产党控制地区进行自然科学教学的最高学府，又是进行自然科学学术活动的中心。

## 背景
抗日战争时期，中国共产党在延安积累了大批党、政、军干部与抗日青年。这时延安的抗日大學、马列学院、魯迅藝術學院、陕北公学、中国女子大学等均为纯文科，且都是速成教育，学制仅八个月至一年半。而一些科学方面的专家人才（如德国哥廷根大学有机化学专业博士陈康白）与理工科专业大学未毕业的抗日青年到了延安后，为了培养积蓄中共自己的科学技术干部，于1939年5月建立延安自然科学研究院。1940年1月，中共中央决定将延安自然科学研究院改为延安自然科学院，由中央文委领导。第一任院长是李富春，第二任院长是徐特立。1943年4月至1944年5月副院长陈康白主持工作，并于1944年5月被任命为第三任院长。1944年10月，陈康白随王震的南下支队远征南方，李强为第四任院长。

## 机构组成
教育处长屈伯川、干部处长卫之、总务处长陈宝诚/杨作材。
延安自然科学院下设有大学部和中学部。
大学部设有物理、化学、地矿学和生物学等四个系。徐特立于1941年10月提出了科学教育机关、科学研究机关和经济建设机关三位一体，与军工局、建设厅等机关所属的工厂、农场结合起来，共同组成“学校管理委员会”，因此把化学系改为化学工程系，物理系改为机械工程系，生物系改为农业系。学制三年。大学部支部书记李华辑，各系主要领导有李苏、阎沛林、张朝俊、乐天宇（兼边区林务局长）等。1940年9月首批20名学生入学，先复习高中课程，包括立体几何、平面几何、解析几何、大代数，院长李富春讲授《党的建设》课。转入本科学习后，开设微积分、普通物理、普通化学、两门政治课和俄文等。孙鸿儒讲授高等数学，李苏讲授物理化学，副院长陈康白博士讲授有机化学。结合边区经济建设，在科研生产上取得了很多成就：
- 发明了野生马兰草作为原料的造纸技术，解决了边区缺乏木浆、麦秆等传统造纸原料的问题。
- 在三边勘察盐矿，用盐田晒盐技术，成为边区的重要产品；
- 勘察编写了《陕甘宁边区森林考察报告》，建议开发南泥湾；
- “丰足牌”火柴
- 创办玻璃厂：解决了边区的煤油灯灯罩、平板玻璃、耐酸陶瓷、耐火材料
- 染料厂：从野生植物和黑豆中提取天然染料，解决了军衣染色的原料
- 炼铁厂
- 火药厂
- 延长油矿
- 设计修建了边区水坝、安装了水轮机，
- 设计建设了杨家岭“七大”会议大礼堂，

中学部设有预科和初中两个部分。

## 发展
- 1943年秋后，延安自然科学院迁到桥儿沟，并入新成立的延安大学。
- 在延安办学5年，培养了大约500名学生。
- 抗日战争胜利后，自然科学院迁至张家口，改名为晋察冀边区“张家口工业专门学校”，后辗转建屏县、井陉办学。
- 1948年，工业专门学校与北方大学工学院合并，成立华北大学工学院。1949年迁入北京。
- 1952年改建为北京工业学院，1988年易名北京理工大学。
- 1949年11月1日，在原中央研究院、北平研究院以及延安自然科学研究院的基础上，成立了中国科学院。